# Эукодония
Эукодо́ния (лат. Eucodonia) — род растений семейства Геснериевые (лат. Gesneriaceae), включающий в себя 2 вида. Травянистые корневищные красивоцветущие растения с периодом покоя.

## Этимология названия
Родовое название «эукодония» образовано от греч. εΰ — хорошо и греч. κωδων — колокол, что указывает на открытые колокольчатые цветки этого растения.

## Ботаническое описание
Травянистое растение с широкими яйцевидными, зубчатыми, супротивными, опушёнными листьями. Цветки склонённые, трубчатые, одиночные на длинных цветоносах, появляются из пазух листьев в верхней половине стебля; околоцветники с 5-лопастным отгибом, розово-сиреневый с белым зевом и точечным рисунком внутри. Корневища небольшие, чешуйчатые, похожи на ризомы ахименеса. Особенностью эукодонии является её способность в конце вегетационного периода образовывать в пазухах листьев дочерние (воздушные) корневища, из которых в дальнейшем, при посадке в субстрат, могут развиться молодые растения. В культуре имеется много гибридных форм и сортов с разнообразной окраской и строением цветов и листьев. Теплолюбивое растение.

## Ареал и климатические условия
Обитает в центральной и южной Мексике, где произрастает во влажных тенистых лесах.

## Хозяйственное значение и применение
В интерьерах — как горшочное растение, красивоцветущее и декоративнолиственное, иногда ампельное.

## Агротехника
Уход. Хорошо растет в рыхлом среднепитательном, с добавлением торфа (до 60 %), хорошо пропускающем воду и воздух субстрате. Растению нужна повышенная влажность и яркий рассеянный свет. В период роста поливать умеренно, 2 раза в месяц подкармливать, Подкормки можно начинать при прорастании, калийным удобрением для комнатных растений — 1/4 от рекомендованной на упаковке дозы. Содержать при температуре 20-25°С, ближе к осени подкармливать калийным удобрением для лучшего образования корневищ. Цветение с мая по сентябрь. После отцветания полив сократить, после усыхания надземной части растения усохшие стебли срезать, горшок с корневищами хранить в темном, прохладном (12-14°С) месте.
Пересадка. Ранней весной (начало марта) корневища пересаживают. Для этого в горшок насыпают дренажный слой, например из мелких фракций керамзита, сверху насыпают посадочный субстрат до 2/3 ёмкости, сверху раскладывают корневища и засыпают, поверхность слегка уплотняют. Поддерживать температуру не ниже 15°С. Поливают осторожно, пока кустик не разрастется.
Размножение. Весной — делением корневищ; верхушечными (стеблевыми) черенками — которые следует после укоренения в воде высадить в торфяной субстрат; семенами — посев при температуре 15—19°С.

## Виды
- Eucodonia verticillata (M.Martens & Galeotti) Wiehler — Эукодония мутовчатая. Листья темно-зелёные, зубчатые, опушённые, собраны в плоскую розетку; цветки крупные розовые, пурпурные, с белым зевом или чисто белые.
  - sp. Ethrenberg — листья тёмные пурпурово-зелёные, нижняя сторона пурпуровая, цветки небольшие, светло-сиреневые.
  - sp. Noomi — листья сильно опушённые, тёмно-зелёные, снизу розоватые; цветки белые.
  - sp. Frances
- Eucodonia andrieuxii (DC.) Wiehler[1]. Листья оливково-коричневые, зубчатые, опушённые, нижняя сторона листа пепельно-серая с розовым опушением на жилках. Цветки крупные лавандово-сиреневые с белым зевом.
  - sp. Adele
  - sp. Woolly Morion — листья пепельно-зелёные сильно опушённые, снизу розовые; цветки некрупные, лавандовые.
  - sp. Gray Stone
  - sp. Тinctocoma — листья голубовато-зелёные опушённые.